# Túnels de les Glòries Catalanes
Els Túnels de les Glòries Catalanes són dos túnels viaris paral·lels, construïts per passar sota la plaça de les Glòries Catalanes de Barcelona. Segueixen la traça de la Gran Via de les Corts Catalanes amb una longitud total de 957 m entre el carrer Castillejos i la rambla del Poblenou. Els túnels passen per sota de 4 túnels ferroviaris existents (Línia 1 del metro, línia Barcelona - Mataró, el túnel de Meridiana corresponent a la línia Barcelona-Manresa, i el ramal de Glòries), arribant a 25 metres sota la rasant de la plaça de les Glòries.

## Història
El Compromís de Glòries, firmat l'any 2007 pel ajuntament de Barcelona i els veïns de la plaça de les Glòries preveia el túnel. Les obres comencen l'abril de 2015 i acaben l'any 2022. El 2017 l'Ajuntament rescindís el contracte amb les constructores pels retards i sobrecostos no justificats i es fes una nova licitació. A més, les obres del túnel apareixen en la investigació judicial del cas del 3%.

## Mobilitat
Amb l’obertura del túnel s'eliminen els carrils de circulació en superfície de la plaça de les Glòries. En aquest àmbit no hi haurà trànsit de pas i només podran desplaçar-se els vehicles de veïns, serveis, transport públic o d'emergència. El túnel - amb dos tubs independents de circulació unidireccional - compta amb dos carrils per sentit i un tercer per el transport públic La velocitat màxima permesa dins del túnel és de 50 km/h, controlada per un radar de tram.

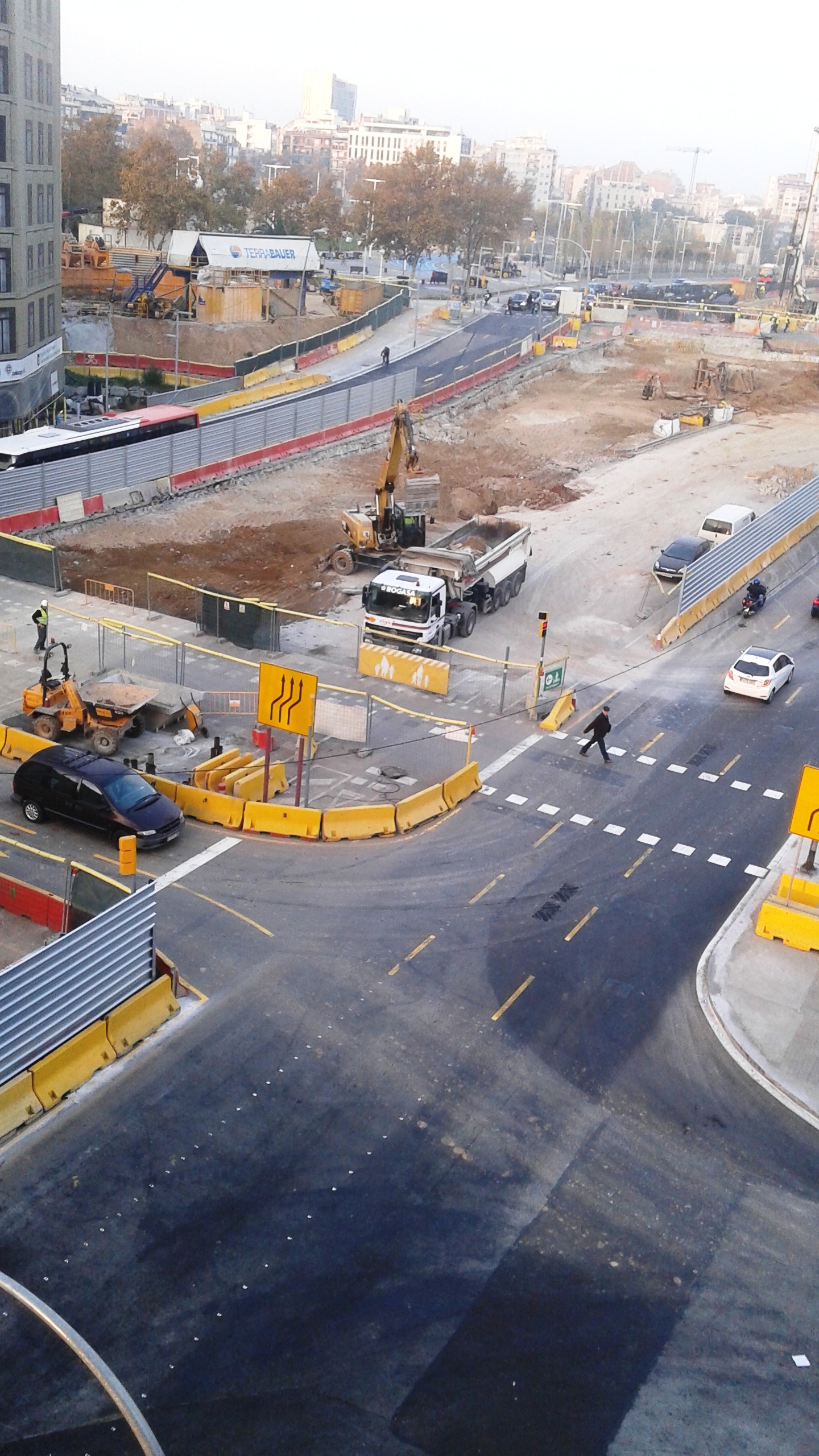
Preparatius per excavació dels túnels subterranis. Posició càmera: Cruïlla Gran Via amb Castillejos. Desembre 2015